# Cree Lake
Cree Lake är en sjö i provinsen Saskatchewan i Kanada. Cree Lake ligger 487 meter över havet och arean är 1 434 kvadratkilometer.
Trakten runt Cree Lake är nära nog obefolkad, med mindre än två invånare per kvadratkilometer.  Trakten ingår i den boreala klimatzonen.